# ヘンリー・マクスウェル (第6代ファーナム男爵)
第6代ファーナム男爵ヘンリー・マクスウェル（英語: Henry Maxwell, 6th Baron Farnham、1774年ごろ – 1838年10月19日）は、アイルランド貴族、聖職者。

## 生涯
ミーズ主教ヘンリー・マクスウェル閣下（初代ファーナム男爵ジョン・マクスウェルの三男）と妻マーガレット（Margaret、旧姓フォスター（Foster）、アンソニー・フォスターの娘）の息子として、1774年ごろに生まれた。
聖職者だった。
1838年9月20日に兄ジョンが死去すると、ファーナム男爵位を継承したが、自身も1か月後の1838年10月19日にダブリンのラトランド・スクエア45号で死去、息子ヘンリーが爵位を継承した。

## 家族
1798年9月5日、アン・バトラー（Anne Butler、1776年8月3日 – 1813年5月29日、第2代キャリック伯爵ヘンリー・トマス・バトラーの長女）と結婚、9男3女をもうけた。
- ヘンリー（1799年8月9日 – 1868年8月20日） - 第7代ファーナム男爵[1]
- サラ・ジュリアナ（1801年12月14日[3] – 1870年12月17日） - 1828年3月18日、庶民院議員アレクサンダー・サンダーソン（英語版）と結婚[2]
- サマセット・リチャード（1803年10月18日 – 1884年6月4日） - 第8代ファーナム男爵[1]
- ハリエット・マーガレット（1805年2月16日[3] – 1880年7月4日） - 1826年2月14日、第3代バンガー子爵エドワード・サウスウェル・ウォードと結婚、子供あり。1841年10月4日、陸軍少佐アンドルー・ニュージェント（Andrew Nugent）と再婚[4]
- ジョン・バリー（John Barry、1807年5月16日 – 1833年3月2日） - 陸軍軍人、生涯未婚[2]
- チャールズ・ロバート（1808年5月[3] – 1824年4月17日） - 生涯未婚[2]
- アン（1809年5月26日[3] – 1857年12月） - 1836年10月17日、W・M・ベイリー（W. M. Bayly、1840年没）と結婚[2]
- エドワード・ウィリアム（1812年11月[3] – 1838年12月） - 生涯未婚[2]
- ジェームズ・ピアース（1813年 – 1896年10月26日） - 第9代ファーナム男爵[1]
- リチャード・トマス（1815年2月19日 – 1874年1月22日） - 1848年3月7日、シャーロット・アン・エルリントン（Charlotte Anne Elrington、1910年3月1日没、ヘンリー・プレストン・エルリントンの娘）と結婚、子供あり。第10代ファーナム男爵サマセット・ヘンリー・マクスウェルの父[2]
- ロバート・トマス（1817年11月[3] – 1841年） - 海軍軍人、生涯未婚[2]
- ウィリアム・ジョージ（1821年 – 1876年4月12日[2]）